# Radical 26

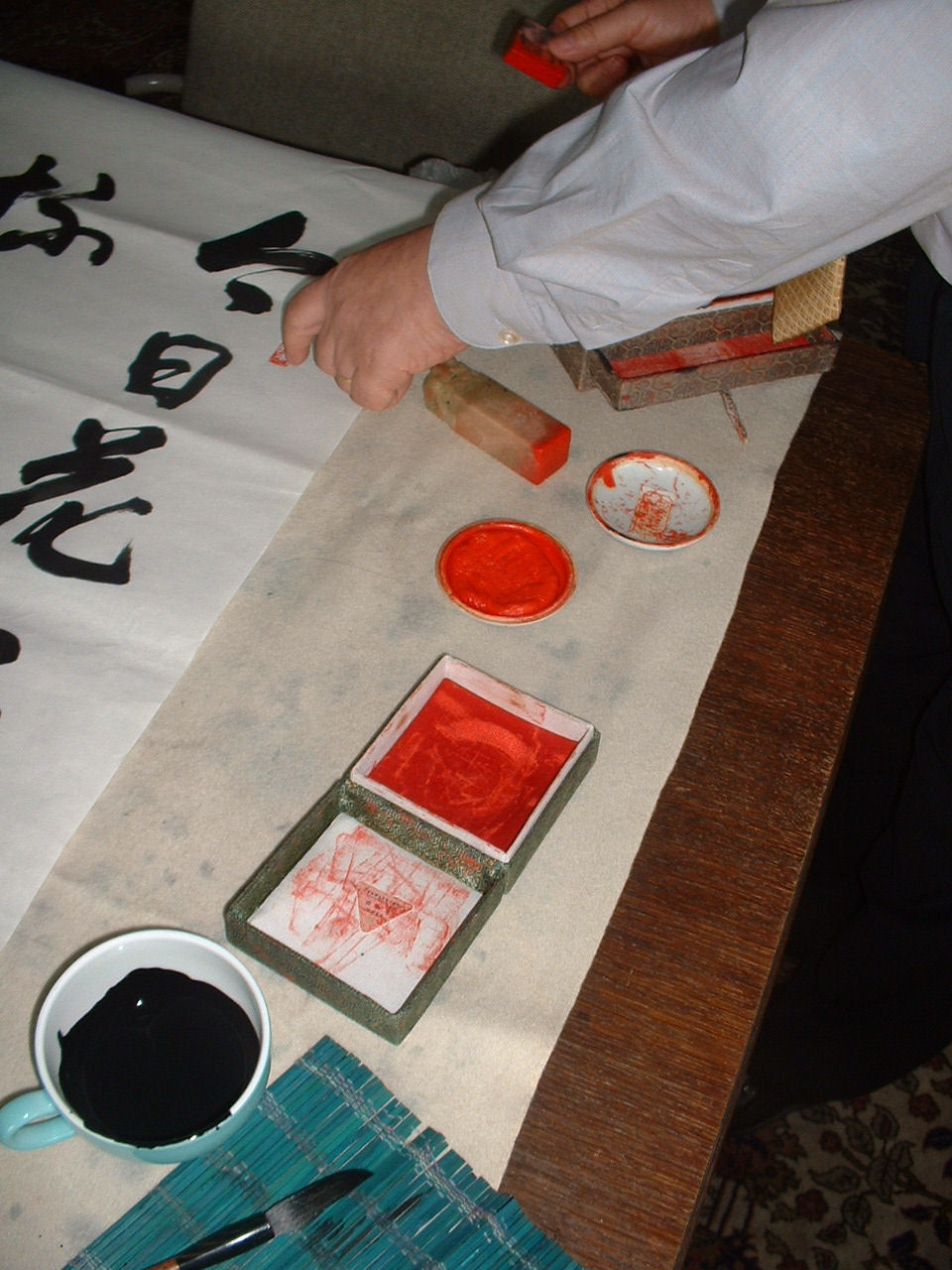
Sceau du calligraphe chinois Sun Xinde

Le radical 26 (卩), qui signifie sceau, est un des 23 des 214 radicaux chinois répertoriés dans le dictionnaire de Kangxi composés de deux traits.
Le caractère Unicode de 卩 est 5369.

## Caractères avec le radical 26
| nombre de traits          | caractères     |
| ------------------------- | -------------- |
| Sans trait supplémentaire | 卩             |
| 1 traits supplémentaires  | 卪             |
| 2 traits supplémentaires  | 卫 卬          |
| 3 traits supplémentaires  | 卭 卮 卯       |
| 4 traits supplémentaires  | 印 危          |
| 5 traits supplémentaires  | 卲 即 却 卵    |
| 6 traits supplémentaires  | 卶 卷 卸 卺 巻 |
| 7 traits supplémentaires  | 卹 卻 卼 卽    |
| 8 traits supplémentaires  | 卿             |
| 9 traits supplémentaires  | 卾             |
| 11 traits supplémentaires | 厀 厁          |